# James Mellaart
James Mellaart (n. 14 noiembrie 1925, Londra – d. 29 iulie 2012) a fost un arheolog britanic și membru al Academiei Britanice (British Academy), cunoscut mai ales pentru descoperirea așezării neolitice de la Çatalhöyük din Turcia. A predat la Universitatea din Istanbul și a fost director adjunct al Institutului Britanic de Arheologie din Ankara (British Institute of Archaeology in Ankara - BIAA).

## Lucrări principale
- „Anatolian Chronology in the Early and Middle Bronze Age”, în Anatolian Studies VII, 1957
- „Early Cultures of the South Anatolian Plateau. The Late Chalcolithic and Early Bronze Ages in the Konya Plain”, în Anatolian Studies XIII, 1963
- Çatalhöyük, A Neolithic Town in Anatolia, London, 1967
- Excavations at Hacilar,  Edinburgh University Press, Edinburgh 1970, 2 vol.